# Antingham
Antingham est un village et une paroisse civile du Norfolk, en Angleterre.